# Georg Lindner (Politiker)
Georg Lindner (* 11. Mai 1925 in Offenbach am Main; † 24. März 2014) war ein deutscher Jurist, Politiker (CDU) und 1965 bis 1978 Mitglied des Hessischen Landtags.

## Ausbildung und Beruf
Georg Lindner studierte nach Kriegsdienst (1943–1945) und Abitur 1946 von 1947 bis 1950 Rechtswissenschaften an den Universitäten in Mainz und Frankfurt am Main und schloss dieses Studium 1951 mit dem ersten juristischen Staatsexamen vor dem Justizprüfungsamt beim Oberlandesgericht Frankfurt und 1955 mit dem zweiten Staatsexamen vor dem juristischen Landesprüfungsamt in Wiesbaden ab. 1956 wurde er an der Rechtswissenschaftlichen Fakultät der Universität Frankfurt zum Dr. jur. promoviert. Nach zwei Jahren als Anwaltsassistent arbeitete er ab 1959 als Rechtsanwalt. Er war Industrie-Syndikus in Frankfurt am Main und von 1962 bis 1968 Stadtrechtsrat in Offenbach. 1968 wurde er durch den hessischen Justizminister zum Notar bestellt. Die Anwaltskanzlei wird heute von seinem Sohn Reinhard Lindner weitergeführt. Im Februar 2003 beendete er seine Tätigkeit als Notar mit dem Erreichen der Altersgrenze.
Georg Lindner war verheiratet, lebte in Offenbach und hatte drei Kinder.

## Politik
Georg Lindner war Mitglied der CDU und dort in verschiedenen Vorstandsämtern aktiv. Unter anderem war er Landesvorsitzender der Kommunalpolitischen Vereinigung der CDU in Hessen.
Er war von 1956 bis 1962 Stadtverordneter in Offenbach, ab Juni 1957 als Vorsitzender der CDU-Fraktion. Zwischen 1962 und 1968 war er hauptamtlicher Stadtrat in Offenbach.
Georg Lindner war vom 19. Oktober 1965 bis zum 30. November 1978 Mitglied des Hessischen Landtags.